# Robert Agranoff
 (avril 2016).
Robert Agranoff (né en 1936) est un politologue américain et un auteur spécialisé en administration publique. Il est professeur émérite à l'Indiana University, plus précisément à l'École des Affaires Publiques et Environnementales. Agranoff est connu aux États-Unis pour ses apports dans le domaine de l'administration publique et de l'administration intergouvernementale.